# 유카탄갈색마자마사슴
유카탄갈색마자마사슴(Mazama pandora)은 멕시코의 유카탄반도와 벨리즈, 과테말라에서 발견되는 작은 마자마사슴의 일종이다. 대부분의 다른 마자마사슴처럼 다습한 열대 숲에서 발견되지만, 유카탄갈색마자마사슴은 비교적 개활 서식지의 건조 지대에서도 분포한다. 회색마자마사슴 또는 붉은마자마사슴의 격리 분포 아종의 하나로 간주되어 왔다. 다른 특징들 중에서 특히 유카탄갈색마자마사슴은 두개골과 가지뿔의 형상과 길이가 붉은마자마사슴 및 회색마자마사슴의 것과 다르다. 동지역성을 보이는 종인 중앙아메리카붉은마자마사슴이 몸 전체적으로 붉은 색을 띠는 것과는 달리 유카탄갈색마자마사슴은 회색-갈색을 띤다.